# Заводна лунка
Заводна лунка (рос. заводная лунка, англ. egg hole, нім. Bühnloch n, Vertiefung f — у гірництві — заглиблення в стінці або долівці гірничої виробки, що має скошену сторону для введення в неї елемента кріплення.